# انرژی (ترانه دریک)
انرژی یک تک آهنگ از دریک خواننده رپ کانادایی از میکس تیپ  اگر این را میخوانید خیلی دیر شده است.

## موزیک ویدیو
ویدیو "انرژی" در اپل موزیک منتشر شد و کاربران با iTunes و حساب کاربری ثبت شده اپل موزیک می توانند این ویدیو را مشاهده کنند. 
در این موزیک ویدیو دریک به چند چهره مشهور تبدیل شده است 
بسیاری از منتقدان اظهار داشتند که دریک از این ویدئو برای تمسخر جاستین بیبر ، مایلی سایرس ، کانیه وست و بسیاری از افراد مشهور دیگر استفاده می‌کند. 